# Michael Walzer

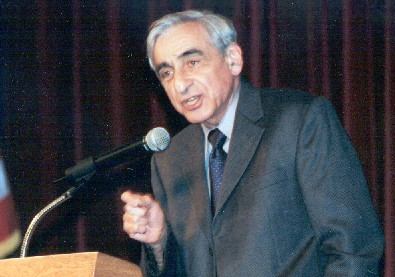
Michael Walzer (2002)

Michael Laban Walzer (* 3. März 1935 in New York City) ist ein US-amerikanischer Sozial- und Moralphilosoph sowie ein bedeutender Intellektueller.

## Biographie
Michael Walzer, Sohn jüdischer Emigranten aus Osteuropa, gilt als einer der einflussreichsten Vertreter der Politischen Philosophie in den Vereinigten Staaten. Er verfasste vielbeachtete Abhandlungen über Gerechtigkeit, Zivilgesellschaft, Gesellschaftskritik und Krieg. Auch in der europäischen Diskussion gewinnen seine Werke zunehmend an Bedeutung. Grund hierfür ist vor allem seine Theorie des „gerechten Krieges“. Bekannt wurde Walzer auch für seine Beiträge in der Debatte um Liberalismus und Kommunitarismus.
Walzer wurde 1935 in New York City geboren. In New York studierte er auch bei Irving Howe an der Brandeis University, wo er 1956 seinen B.A. erwarb. Walzer wurde Howes Assistent und begann für die von diesem herausgegebene Zeitschrift Dissent zu arbeiten, einem Organ der antistalinistischen Linken in Amerika. Nach dem Tod von Howe wurde Walzer Herausgeber der Zeitschrift, die er im Geist ihres Gründers bis heute dazu nutzt, linke Positionen zu prüfen und zu diskutieren.
Nach Abschluss seines Studiums war er ein Jahr Fulbright Fellow an der Universität Cambridge, bevor er 1961 an der Harvard University seinen Ph.D. erhielt. Von 1962 bis 1966 lehrte Walzer an der Princeton University, von 1966 bis 1980 an der Harvard University. 1971 wurde er in die American Academy of Arts and Sciences und 1990 in die American Philosophical Society gewählt. Seit 1980 ist er Professor an der School of Social Science des Institute for Advanced Study in Princeton.
Michael Walzer ist Herausgeber der Zeitschrift Dissent und Mitherausgeber der Zeitschriften Philosophy and Public Affairs, Political Theory sowie The New Republic. In seinen Beiträgen verbindet Walzer Elemente der jüdischen Tradition mit modernem politischen Denken. Innerhalb der „kommunitaristischen“ Szene Amerikas gilt er als profilierter Vertreter einer gesellschaftskritischen politischen Theorie.
Walzer gehört zu einer Gruppe von 58 führenden amerikanischen Intellektuellen, darunter der Soziologe Francis Fukuyama (The End of History and the Last Man), der Kulturhistoriker Samuel P. Huntington (Clash of Civilizations) und der Gesellschaftstheoretiker Amitai Etzioni, die am 12. März 2002 ein Manifest für den „gerechten Krieg“ veröffentlicht hatte. Die Unterzeichner unterstützen darin im Grundsatz, von einem wertkonservativen Standpunkt aus begründet, die bellizistische Politik der US-Regierung nach den Anschlägen vom 11. September 2001 auf das New Yorker World Trade Center.
In Deutschland erhielt Walzer am 19. Mai 1998 den von der Evangelisch-Theologischen Fakultät der Eberhard-Karls-Universität Tübingen verliehenen Dr.-Leopold-Lucas-Preis. 2016 wurde er zum auswärtigen Mitglied der British Academy gewählt.

## Werk

### Gerechte Kriege
Walzer beschäftigte sich schon lange vor dem Geschichtsschock von Sarajevo und Srebrenica mit den moralischen Realitäten des Krieges. Sein Buch über Just and Unjust Wars, 1977 erschienen, ist heute ein Klassiker. Bei der Lehre vom gerechten Krieg geht es um die „Einschränkung möglicher Kriegsgründe, -zwecke und -mittel“, also einer „Einhegung“ statt einer kategorischen Vermeidung des Krieges.
Walzer unterscheidet dabei in seiner Theorie des Jus ad bellum zwischen Aggressionskriegen und Interventionen. Im Fall von Aggressionen hat der angegriffene Staat das Recht, sich selbst zu verteidigen und Drittstaaten dürfen ihn unterstützen. Zudem hat ein Staat das Recht, sich präventiv zu verteidigen, wenn ein Angriff eines anderen Staates unmittelbar bevorsteht (Antizipation). Voraussetzung dafür ist jedoch eine erkennbare Absicht auf einen Angriff, wie z. B. die Stationierung von Soldaten im Grenzgebiet. Das Recht auf Interventionen besteht nach Walzer in genau drei Fällen: (1) Im Fall von Sezession oder nationalen Befreiungskriegen, wenn also zwei oder mehr politische Gemeinschaften innerhalb eines Territoriums leben, von denen bereits eine in einen militärischen Unabhängigkeitskampf verwickelt ist (Unterstützung von Sezession oder nationaler Befreiung) (2) Im Fall einer Gegenintervention, wenn also bereits ein anderer Staat in einen Bürgerkrieg eingegriffen hat (Gegen-Intervention) und (3) Im Fall von Versklavung oder Massakern, wenn also die Verletzung der Menschenrechte innerhalb eines Gebietes so gravierend ist, dass keine Selbstbestimmung dieses Staates mehr vorliegt (humanitäre Intervention). Diese Interventionen unterliegen bestimmten Regeln und sollen die Werte Unabhängigkeit und Gemeinschaft fördern.
Bereits 1967 verteidigte Walzer den israelischen Präventivangriff im Juni 1967 gegen die ägyptische Armee (Sechstagekrieg). Später setzte er sich für die Intervention im Kosovo und den Krieg gegen die Taliban ein. Einzig den Krieg gegen den Irak hielt er für ungerechtfertigt, obgleich er zuvor als Berater Clintons ein durchaus vergleichbares Vorgehen vorgeschlagen hatte.wann, wo? Allerdings ist auch die Ablehnung des Irakkrieges, der Logik seiner Lehre folgend, nicht kategorisch. Vielmehr macht er die Bewertung von der Entwicklung des Landes nach dem Ende des Krieges abhängig.
Im Oktober 2016 veröffentlichte er gemeinsam mit Todd Gitlin, Peter Beinart, Edward Witten, Adam Hochschild u. a. einen offenen Brief im New York Review of Books, der zu einem gezielten Boykott israelischer Siedlungen in den besetzten Gebieten auffordert.

### Theorie der Gerechtigkeit
Eine umfassende Theorie zur Philosophie der Gerechtigkeit legte Walzer 1983 mit seinem Werk Spheres of Justice: a defense of pluralism and equality vor (deutsche Ausgabe 1992: Sphären der Gerechtigkeit: ein Plädoyer für Pluralität und Gleichheit). Walzer geht davon aus, dass die menschliche Gesellschaft eine Verteilungsgesellschaft ist, die Güter produziert und untereinander verteilt. Die Gemeinschaft bestimmt dabei aufgrund ihrer gemeinsamen Vorstellung den Wert der Güter. Außerdem legt sie die Prinzipien fest, nach denen die einzelnen Güter verteilt werden sollen. Damit dies „gerecht“ geschehen kann, fordert Walzer keine einfache Gleichheit, sondern „komplexe Gleichheit“. Außerdem will er die Dominanz von bestimmten Gütern verhindern, um Gerechtigkeit zu sichern und Tyrannei zu verhindern. Das bedeutet: „Kein soziales Gut X einer Sphäre sollte ungeachtet seiner Bedeutung an Männer und Frauen, die im Besitz eines Gutes Y einer anderen Sphäre sind, einzig und allein deshalb verteilt werden, weil sie dieses Y besitzen.“ Deswegen trennt er das gesellschaftliche Leben in Sphären, in denen die Güter nach unterschiedlichen Prinzipien verteilt werden.
Es gibt elf Sphären: unter anderem Mitgliedschaft und Zugehörigkeit, Sicherheit und Wohlfahrt, Geld und Ware, Erziehung und Bildung, Anerkennung und politische Macht. Eine gerechte Verteilung erfordert, dass die verschiedenen Verteilungssphären klar gegeneinander abgegrenzt und dass alle Güter gemäß ihren gesellschaftlichen Bedeutungen sowie den spezifischen Kriterien und Maßstäben ihrer je eigenen Sphäre zugeteilt werden. So sind etwa medizinische Leistungen an Kranke gemäß der Behandlungsbedürftigkeit und politische Ämter an Kandidaten in Entsprechung zu ihrer Qualifikation zu vergeben. Drei zentrale Distributionsprinzipien sind: der freie Austausch, der Verdienst und das Bedürfnis. Ersteres ist das Hauptkriterium für die Sphäre „Geld und Ware“, zweites für die Sphäre der „Anerkennung“, und letzteres für die Sphäre von „Sicherheit und Wohlfahrt“.
Einfache Gleichheit, so Walzer, sei letztlich instabil, während die komplexe Gleichheit verhindern könne, dass der Erfolg in einem gesellschaftlichen Bereich zum Erfolg in einem anderen Bereich führt. Zum Beispiel fordert er eine strikte Trennung der Bereiche Wirtschaft und Politik. Die relative Autonomie der Sphären soll also eine gerechte Verteilung der Güter sicherstellen. Diese Theorie zeigt einen klaren kommunitaristischen Ansatz, da Walzer die Gemeinschaft in den Mittelpunkt stellt, die den Wert der Güter und ihre Verteilungsmodi festlegt.

## Werke
- Gibt es einen gerechten Krieg? Stuttgart 1982
- Kritik und Gemeinsinn. Drei Wege der Gesellschaftskritik. Berlin 1990
- Zweifel und Einmischung. Gesellschaftskritik im 20. Jahrhundert. Frankfurt am Main 1991
- Zivile Gesellschaft und amerikanische Demokratie, Essay-Sammlung, Übers. Christiane Goldmann, Rotbuch, Berlin 1992 ISBN 3-88022-788-8
- Lokale Kritik – globale Standards. Hamburg 1996
- Sphären der Gerechtigkeit. Ein Plädoyer für Pluralität und Gleichheit. Frankfurt 1992, Neuaufl. 2006
- Exodus und Revolution. Frankfurt 1995
- Mut, Mitleid und ein gutes Auge. Tugenden der Sozialkritik und der Nutzen von Gesellschaftstheorie, in: Deutsche Zeitschrift für Philosophie 48/5 (2000), S. 709–718 (Vortrag anlässlich des 75. Jahrestages der Gründung des Instituts für Sozialforschung, Frankfurt/M.)
- Erklärte Kriege – Kriegserklärungen, Essays. 2003
- Islamism and the Left. in: Dissent-Magazine, USA, Winter 2015 Online. Zu dem Anschlag auf Charlie Hebdo und die parallelen Morde in Montrouge und in einem koscheren Pariser Supermarkt
- Das Paradox der Befreiung. Freiburg im Breisgau 2018 ISBN 978-3-495-49001-3

## Sekundärliteratur
- Ulf Bohmann und Hartmut Rosa: Das Gute und das Rechte. Die kommunitaristischen Demokratietheorien (Sandel, Walzer). In: Oliver W. Lembcke/Claudia Ritzi/Gary S. Schaal (Hrsg.): Zeitgenössische Demokratietheorie, Band 1: Normative Demokratietheorien. Springer VS, Wiesbaden 2012, S. 127–155.
- Michael Haus: Die politische Philosophie Michael Walzers. Kritik, Gemeinschaft, Gerechtigkeit. VS Verlag, Wiesbaden 2000. ISBN 3-531-13512-0
- Manuel Knoll/Michael Spieker (Hrsg.): Michael Walzer: Sphären der Gerechtigkeit. Ein kooperativer Kommentar (mit einem Vorwort von M. Walzer), Stuttgart 2014 (Reihe „Staatsdiskurse“ hg. v. Rüdiger Voigt).
- Felix Heidenreich und Gary S. Schaal: Einführung in die Politischen Theorien der Moderne. Barbara Budrich, Opladen 2006.
- Skadi Krause und Karsten Malowitz: Michael Walzer zur Einführung. Junius, Hamburg 1998, ISBN 3-88506-970-9
- Walter Reese-Schäfer: Was ist Kommunitarismus? Campus, Frankfurt am Main 1994.
- Angelika Krebs: Michael Walzer, Sphären der Gerechtigkeit (1983). In: Manfred Brocker (Hrsg.): Geschichte des politischen Denkens. Ein Handbuch. Suhrkamp 2007. Frankfurt am Main, S. 697–712.
- Wulf Kellerwessel: Michael Walzers kommunitaristische Moralphilosophie. LIT, Münster 2005, ISBN 3-8258-9090-2
- Karl-Heinz Nusser (Hrsg.): Freiheit, soziale Güter und Gerechtigkeit. Michael Walzers Staats- und Gesellschaftsverständnis. Nomos, Baden-Baden 2012. ISBN 978-3-8329-5714-8